# Domingo Amado Brito Salgado
Domingo Amado Brito Salgado är en ort i Mexiko.   Den ligger i kommunen Cunduacán och delstaten Tabasco, i den sydöstra delen av landet, 600 km öster om huvudstaden Mexico City. Domingo Amado Brito Salgado ligger 13 meter över havet och antalet invånare är 132.
Terrängen runt Domingo Amado Brito Salgado är mycket platt. Runt Domingo Amado Brito Salgado är det ganska tätbefolkat, med 155 invånare per kvadratkilometer. Närmaste större samhälle är Cárdenas, 14,5 km söder om Domingo Amado Brito Salgado. Trakten runt Domingo Amado Brito Salgado består till största delen av jordbruksmark.